# Paula Ramírez
Paula Ramírez Ibáñez (* 23. April 1996 in Barcelona) ist eine spanische Synchronschwimmerin.

## Erfolge
Paula Ramírez begann im Alter von acht Jahren mit dem Synchronschwimmen und gab 2013 bei der World Trophy in Mexiko-Stadt ihr internationales Debüt, als sie im Highlight-Wettbewerb sogleich den ersten Platz belegte und in der Kombination Rang drei. Ihre erste Medaille bei einer Meisterschaft gewann sie bei den Europameisterschaften 2016 in London mit Bronze im freien Programm des Mannschaftswettbewerbs. Weitere Bronzemedaillen folgten bei den Europameisterschaften 2018 in Glasgow in der Kombination, bei den Weltmeisterschaften 2019 in Gwangju im Highlight-Wettkampf und bei den 2021 ausgetragenen Europameisterschaften 2020 in Budapest im technischen Programm des Mannschaftswettbewerbs. Bei den ebenfalls 2021 ausgetragenen Olympischen Spielen 2020 in Tokio belegte sie mit der Mannschaft den siebten Platz.
Im Highlight-Wettkampf der Weltmeisterschaften 2022 in Budapest sicherte sich Ramírez eine weitere Bronzemedaille. Wesentlich erfolgreicher verlief das anschließende Jahr für sie. Bei den Europaspielen in Krakau, deren Synchronschwimmwettbewerbe in Oświęcim ausgetragen wurden, gewann sie mit der Mannschaft sowohl im freien als auch im technischen Programm die Goldmedaille. Wenige Wochen darauf wurde sie in Fukuoka mit der Mannschaft im technischen Programm auch Weltmeisterin. Die Titelverteidigung in dieser Disziplin verpasste sie bei den Weltmeisterschaften 2024 in Doha knapp, sie belegte mit der Mannschaft dieses Mal Rang zwei.
Bei den Olympischen Spielen 2024 in Paris gehörte Ramírez zum spanischen Aufgebot im Mannschaftswettkampf. Mit 287,1475 Punkten im technischen Teil und 346,4644 Punkten in der Kür erzielten die Spanierinnen jeweils das zweit- bzw. viertbeste Resultat aller startenden Mannschaften. 267,1200 Punkte im Akrobatik-Teil führten zu einer Gesamtwertung von 900,7319 Punkten, womit die Spanierinnen hinter der dominierenden chinesischen Mannschaft mit 996,1389 Punkten und den mit 914,3421 Punkten zweitplatzierten US-Amerikanerinnen den dritten Platz belegten. Neben Ramírez erhielten außerdem Lilou Lluís Valette, Txell Ferré Gaset, Meritxell Mas, Alisa Ozhogina, Marina García Polo, Iris Tió und Blanca Toledano die Bronzemedaille.
Ramírez studierte Betriebswirtschaftslehre an der Universidad Internacional de La Rioja.